# The Crocksons

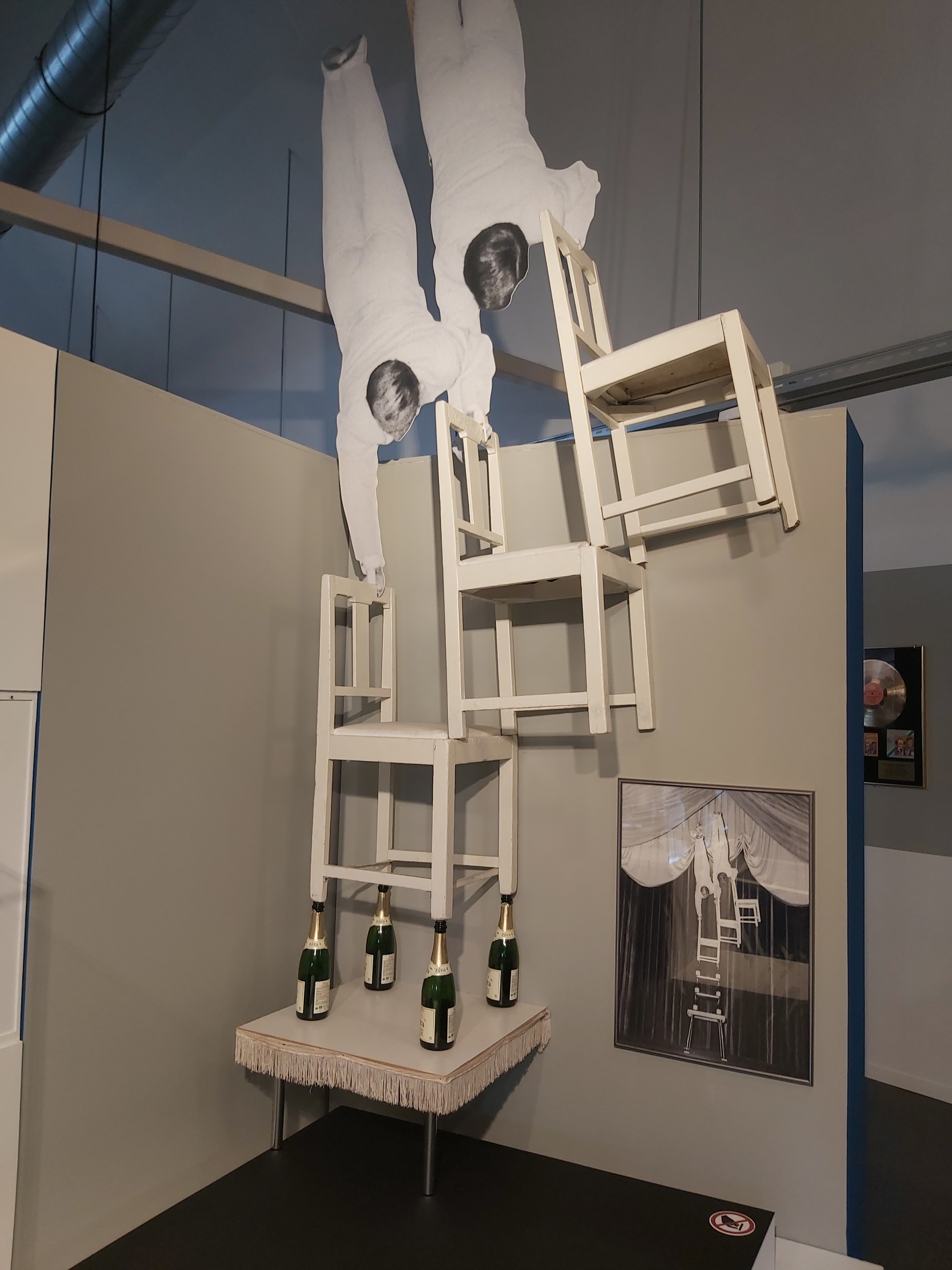
The Crocksons

The Crocksons (Bas en Aad van Toor) was van 1955 tot en met 1980 een Nederlands acrobatenduo dat bekend werd door een door henzelf bedacht stoelennummer. Van 1967 tot en met 1975 trad het duo internationaal op in verschillende theaters en nachtclubs in Europa en Zuid-Amerika. In 1965 trad het duo meerdere malen op in De Rudi Carrell Show. 
The Crocksons waren voor het laatst met hun stoelenact te zien op 30 november 1980 in Koninklijk Theater Carré.

## Het nummer
Het nummer hield in dat beide acrobaten op een keukentafel vier gelijke flessen stapelden, daarop een stoel plaatsten, met elke poot op één fles; en op het zituiteinde van die stoel werd een andere stoel geplaatst, met twee poten die steunden op het randje van het zituiteinde van de onderste stoel, en de andere poten hadden geen houvast. De tweede stoel werd vastgehouden door Bas waarna Aad op de tweede stoel klom. Op deze stoel werd op dezelfde manier een derde stoel geplaatst. Op de leuningen van de tweede en derde stoel maakte Aad een handstand, waarbij hij door Bas gevolgd werd in een handstand, die tegelijk die tweede stoel met Aad erop moest vasthouden.
Met dit spectaculaire nummer kwamen beide heren Van Toor over de hele wereld en werden ze in no-time razend populair. Ze werkten in nachtclubs in verschillende Europese en Zuid-Amerikaanse landen, waar ze bevriend raakten met onder andere Siegfried & Roy.
Ook hadden de broers in die tijd een komisch slapstick-nummer, The Melton Brothers genaamd.
De laatste keren dat Bas & Aad als acrobaat hebben opgetreden was in Circus Bassie en Adriaan (1980), met hun vrouwen, met wie ze enige tijd The Four Crocksons vormden.

## Zingende acrobaten
Begin jaren 70 traden zij regelmatig op in het voorprogramma van de Veronica Drive In Show. Iedereen die daar optrad was zanger of muzikant behalve The Crocksons. En toch werden er van The Crocksons plaatjes aangevraagd want het publiek had geen idee dat zij acrobaten waren. Van The Crocksons waren toen geen liedjes maar in die tijd schreven Bas en Aad wel veel liedjes voor anderen, maar zelf hadden ze nog nooit gezongen.
Een eigen single kwam er nadat ze weer een paar nieuwe liedjes hadden geschreven voor Sjakie Schram. Die gaf ze een week later terug en zei dat zijn producer, Lion Swaab, ze niet goed vond. Bas belde de producer om te vragen wat er niet goed aan de liedjes was, maar de producer zei dat hij die liedjes nooit gekregen of gehoord had. Door de telefoon zong Bas de liedjes voor en Lion Swaab vond ze zo leuk dat hij besloot ze op te nemen met Bas en Aad. En zo kwam er de single met de liedjes 'Friet met mayonaise' en 'Jaqueline'. Vanaf toen kon er bij de Veronica Drive In Show een plaatje aangevraagd worden van 'De zingende acrobaten-The Crocksons'.

## Bassie en Adriaan
Na tientallen jaren als acrobaat te hebben gewerkt, keerden Bas en Aad van Toor midden jaren zeventig terug naar Nederland, om daar in samenwerking met producent Joop van den Ende een nieuw televisieprogramma te gaan maken, speciaal voor kinderen. Zo werd "Bassie en Adriaan" geboren.
In de series van "Bassie en Adriaan" wordt regelmatig naar The Crocksons verwezen, alleen de manier waarop is nogal inconsistent:
- In Bassie & Adriaan: De Huilende Professor wordt (correct) gesuggereerd dat Bassie en Adriaan beiden bij The Crocksons hoorden. Zo refereert Bassie aan zijn tijd als Crockson als hij de caravan in probeert te klimmen.
- In Bassie en Adriaan en de verdwenen kroon wordt gedaan alsof The Crocksons een heel ander duo waren, en noch Bassie, noch Adriaan er ooit iets mee te maken heeft gehad. ("The Crocksons, wat een geweldig duo was dat")
- In zowel De Geheimzinnige Opdracht als De reis vol verrassingen wordt gesuggereerd dat Adriaan wel bij The Crocksons zat, maar Bassie niet.
- In De Geheimzinnige Opdracht merkt Adriaan op dat hij al vaker in Spanje geweest is dan Bassie omdat hij vroeger in Spanje als acrobaat optrad met zijn broer.
- In De reis vol verrassingen lopen de twee Siegfried & Roy tegen het lijf, die Adriaan blijkbaar kennen van vroeger en hem voortdurend aanspreken als "Crockson". Wanneer Bassie later vraagt waarom zegt Adriaan dat hij vroeger zo genoemd werd, toen hij nog een acrobatenduo vormde met zijn broer.

## Trivia
- Er is een optreden te zien van de Crocksons in de film "Dik Trom en het Circus" uit 1960.
- In het autobiografisch boek "Moe, ik kan een salto!" van Aad van Toor, vertelt hij over The Crocksons en over hun televisiecarrière als Bassie & Adriaan.
- Goochelaar-illusionist Hans Klok is groot liefhebber van The Crocksons/Bassie en Adriaan.[3] In 2021 was hij te gast in Zomergasten, waarin hij een fragment liet zien van The Crocksons in 1 op zondag. Het fragment laat volgens Klok zien hoe belangrijk het is dat je je als artiest kunt aanpassen als je fysieke vermogen niet meer samenvalt met je ambitie.[4]